# Estrela mágica
Uma estrela mágica de n pontas é uma estrela de símbolo Schläfli {n/2} na qual são colocados números em cada uma dos n vértice e n intersecções, de forma que os quatro números em cada linha deem como soma a mesma constante mágica. Uma estrela mágica normal contém on números inteiros consecutivos de 1 a 2n. A constante mágica é de uma estrela mágica normal de n pontas é M = 4n + 2.
Nenhuma estrela com menos de cinco pontas existe e a consrução de uma estrela mágica normal de cinco pontas acaba sendo impossível. O menor exemplo de estrela mágica normal é portanto a de seis pontas. Alguns exemplos são dados abaixo. Note que para valores específicos de n, a estrela mágica de n pontas também é chamada de hexagrama mágico etc.
|                       |                        |                       |
| Magic hexagram M = 26 | Magic heptagram M = 30 | Magic octagram M = 34 |